# Łosice
Łosice ([wɔˈɕit͡sɛ]) es un pueblo en el este de Polonia. Está situado en el Voivodato de Mazovia (desde 1999); anteriormente estaba en el Voivodato de Biała Podlaska (1975-1998). Actualmente es la sede del Distrito de Łosice.

## Panorama Histórico
Łosice se mencionó por primera vez en 1264 como un asentamiento medieval alrededor de los siglos XI-XIII; situado cerca del pueblo de Dzięcioły. Sin embargo, la ubicación impidió un mayor desarrollo del pueblo y, a finales del siglo XV y principios del XVI, la comunidad se trasladó a la ubicación actual de Łosice. La primera historia documentada de la ciudad se conserva en los Privilegios emitidos por el rey Alexander Jagiellon en Radom el 10 de mayo de 1505; liberando así a Łosice de las leyes de la ciudad de Rutenia y Lituania, y otorgándole los Derechos de Magdeburgo. Se revocó el poder judicial privado permitiendo a los habitantes formar un gobierno municipal con alcalde y ayuntamiento. Los Privilegios permitieron también mercados semanales y cuatro ferias al año en una ubicación más conveniente; y propuso el establecimiento de un ayuntamiento.
En 1551, había dos iglesias ortodoxas y dos iglesias católicas en Łosice, fundadas y donadas por el rey Segismundo I. A lo largo del siglo XVI, la ciudad disfrutó de un período de desarrollo económico, con la mayoría de los habitantes viviendo del comercio de cuero, pieles y sal; así como artesanías, y una variedad de servicios. Según un registro de 1580, había 47 carpinteros, 32 sastres, 20 panaderos, 10 carniceros, 7 montadores de estufas y 4 herreros en el pueblo, sin mencionar molineros, un cerrajero, un orfebre y un tejedor. Durante el Diluvio Sueco de 1655-1660 se produjo una destrucción casi completa de Łosice. Solo en la segunda mitad del siglo XVIII, la ciudad comenzó a recuperarse gradualmente.
Después de la Tercera Partición de Polonia, Łosice cayó bajo el dominio austríaco. Más tarde, como resultado del Tratado de Viena en 1815, quedó bajo el dominio del zar de Rusia. Durante el Levantamiento de Noviembre, un batallón polaco al mando del coronel Raczyński se formó en la ciudad con muchos residentes locales. Antes y durante el Levantamiento de Enero contra el gobierno ruso, el médico local Władysław Czarkowski dirigió una unidad de varios cientos de conspiradores en un ataque contra las guarniciones. Tras la derrota del Levantamiento, el invasor tomó represalias contra la población polaca. Łosice había sido privada de su parroquia católica, y en 1867 perdió sus derechos cívicos. El proceso de rusificación se intensificó hasta la liberación de Polonia.

## Historia Judía
Entre las guerras mundiales, había aproximadamente 2900 judíos en Łosice, aproximadamente el 70% de sus habitantes. Allí vivían una vida plena, manejando la política, la religión, la economía, los grupos juveniles y la vida cotidiana. En 1920, se llevó a cabo un pogromo contra los judíos de la ciudad por parte de los ciudadanos polacos locales.
El 12 de septiembre de 1939, la ciudad fue tomada por los alemanes, pero poco después fue transferida al Ejército Rojo. A raíz del acuerdo Ribbentrop-Molotov, la ciudad volvió al control alemán y comenzaron a robar y asesinar judíos. El Judenrat que se estableció en la ciudad a principios de 1940, encabezado por Gershon Levin, ordenó que cientos de trabajadores judíos fueran enviados a trabajos forzados en campos de trabajo. Más tarde, muchos judíos de los asentamientos circundantes fueron llevados a la ciudad. En diciembre de 1940, los judíos de la ciudad se reunieron en el gueto donde se llevaron a otros judíos. Los judíos eran ejecutados de vez en cuando. se exigieron pagos a los judíos. En mayo de 1942, el número de habitantes del pueblo de Łosice llegó a 6.800.
El 22 de agosto de 1942, hombres de las SS y policías ucranianos asaltaron el gueto de la ciudad y marcharon a sus habitantes judíos a Shedlitz, matando a unas 1.000 personas en el camino, y los 5.500 judíos restantes fueron cargados en vagones de carga y enviados al campo de exterminio de Treblinka. Los 300 judíos que permanecieron en Łosice fueron enviados a su muerte el 27 de noviembre de 1942. Solo unos pocos judíos sobrevivieron a los campos de exterminio de los nazis y regresaron a la ciudad en 1945, pero fueron violentamente expulsados por los ciudadanos polacos de la ciudad quienes se apoderaron de la propiedad judía.

## Puntos de interés
- Iglesia parroquial neogótica de St. Zygmunt, construida entre 1906-1909

- Antiguo convento de sacerdotes de la Comunión, reconstruido como hospital

- Capilla neogótica del cementerio de St. Stanisław de 1845

- Estatua barroca de carretera erigida en 1775

- Monumento a los niños de Zamojszczyzna que murieron en Łosice durante el secuestro nazi alemán de 1943, ubicado en el cementerio local

- Iglesia parroquial de Niemojki de 1783

La mayor atracción de Łosice es un embalse recreativo, situado cerca del centro de la ciudad y de la estación de tren. En verano, hay una concesión allí, así como alquiler de kayaks y bicicletas acuáticas. El complejo está ubicado cerca del parque de la ciudad, construido en el sitio del antiguo cementerio judío que fue destruido por los nazis durante la Segunda Guerra Mundial. El cementerio fue establecido en 1690 bajo el privilegio otorgado por el rey Juan III Sobieski. La colección de lápidas expuestas es la colección más grande de arte sacro judío en la región sur de Podlaquia. La mampostería más antigua data de la primera mitad del siglo XIX.